# Пропаст
Про́паст (болг. Пропаст) — село в Кирджалійській області Болгарії. Входить до складу общини Кирджалі.

## Населення
За даними перепису населення 2011 року у селі проживала 101 особа, з них 90 осіб (98,9%) — турки.
Розподіл населення за віком у 2011 році:
Динаміка населення: